# Copies, Clones, & Replicants
Copies, Clones, & Replicants è un cover album del gruppo musicale statunitense Powerman 5000, pubblicato nel 2011.

## Tracce
1. 20th Century Boy – 3:09 (Marc Bolan) – originariamente interpretata dai T. Rex
2. Electric Avenue – 3:22 (Eddy Grant) – originariamente interpretata da Eddy Grant
3. Whip It – 2:40 (Mark Mothersbaugh, Gerald Casale) – originariamente interpretata dai Devo
4. Jump – 3:12 (David Lee Roth, Eddie van Halen,  Michael Anthony, Alex van Halen) – originariamente interpretata dai Van Halen
5. Space Oddity – 4:07 (David Bowie) – originariamente interpretata da David Bowie
6. One Thing Leads to Another – 2:48 (Cy Curnin, Jamie West-Oram, Alfie Augius, Rupert Greenall, Adam Woods) – originariamente interpretata dai The Fixx
7. Candy-O – 2:24 (Ric Ocasek) – originariamente interpretata dai The Cars
8. Devil Inside – 4:11 (Michael Hutchence, Andrew Farriss) – originariamente interpretata dagli INXS
9. Pop Muzik – 2:45 (Robin Scott) – originariamente interpretata dagli M
10. Should I Stay or Should I Go – 3:24 (Joe Strummer, Mick Jones, Paul Simonon, Topper Headon) – originariamente interpretata dai The Clash
11. We're Not Gonna Take It – 3:01 (Dee Snider) – originariamente interpretata dai Twisted Sister
12. Under the Milky Way – 4:22 (Steve Kilbey, Karin Jansson) – originariamente interpretata dai The Church

Durata totale: 39:25